# Ди Джакомо, Беньямино
Беньямино Ди Джакомо (итал. Beniamino Di Giacomo; род. 13 ноября 1935, Порто-Реканати, Италия) — итальянский футболист, нападающий.

## Клубная карьера
Воспитанник футбольной школы клуба «Кастельфидардо». Взрослую футбольную карьеру начал в 1954 году в основной команде того же клуба, в которой провел один сезон, приняв участие в 31 матче чемпионата.
Впоследствии отыграв в течение 1955—1957 годов за СПАЛ, присоединился к «Наполи», в котором в течение четырёх сезонов был основным игроком атакующего звена.
Впоследствии с 1961 по 1962 год играл за «Лекко» и «Торино», после чего стал игроком «Интернационале». В течение двух сезонов, проведённых в клубе, игроком основного состава не стал, тем не менее получил титулы чемпиона Италии и обладателя Кубка чемпионов УЕФА.
Из миланского гранта перешёл в более скромную «Мантову», в составе которой принял участие более сотни игр в течение 1964—1968 годов, после чего защищал цвета «Чезены» и «Анконитаны».
Завершил игровую карьеру в команде «Фано», за которую выступал в течение 1972—1973 годов.

## Карьера в сборной
В 1964 году провёл свой единственный матч в составе сборной Италии.

## Тренерская карьера
Начал тренерскую карьеру, возглавив тренерский штаб клуба «Фабриано». До конца 1980-х годов работал ещё с рядом итальянских низших команд.

## Достижения

### «Интернационале»
- Чемпион Италии: 1962/63
- Обладатель Кубка европейских чемпионов: 1963/64